# 臺北市信義區興雅國民小學
臺北市信義區興雅國民小學（英語：Taipei Municipal Xingya Elementary School），簡稱興雅國小。為一所座落於臺北市信義區的公立國民小學。興雅國小歷經台灣日治時期和中華民國兩個時代。最早由日本政府於大正4年（1915年）創立的錫口分教場，為興雅國小以及松山國小的前身。

## 校史

### 源流
台灣日治時期大正4年，日本政府為了鐵道部台北工場日籍員工的子女教育，在當時位於三板橋（後改樺山町39番地）的臺北城北尋常小學校內，先設置錫口分教場，學生31人。翌年大正5年四月將錫口分教場獨立，改名為錫口尋常高等小學校，兩個班級，學生數46人。同年五月遷移至松山火車站旁的錫口412番地，即今松山國小西廁所旁之木造教室。大正7年改稱錫口尋常小學校。隨行政區錫口庄於大正9年改名為松山庄，於大正10年四月，校名也改為松山尋常小學校。昭和15年一月，在目前基隆路校址的校舍新建竣工，遷移至基隆路，後改名為「雙葉國民學校」。原校舍交由松山公學校使用。

### 日治時期的教育政策
當時日本政府在教育制度為了在名義上一視同仁，取消小學校、公學校名稱，統稱為國民學校。松山公學校改稱松山國民學校，松山尋常小學校也改稱雙葉國民學校。雖然名義上同樣稱為國民學校，因種族不同，而照舊分別使用第１、２、３號表。松山尋常小學稱「１號表」，公學校為「２號表」，３號表是原住民國語傳習所，用２、３號表者要補強日語。
雙葉國民學校的成長與松山鐵道工場的發展有密切關係。原來位於市中心北門的鐵路工廠面積有限，不敷使用，於昭和10年遷移至松山區東興街現址的新台北䥫路工場，也在附近興建日本式鐵道部西館舍，做為日籍員工宿舍。他們的子女就讀松山尋常小學校。後來松山鐵道工場規模日大，員工日增，鐵道部西館舍不夠居住，於是在五分埔增建鐵道部東館舍，有一條通至七條通之多。日籍員工子弟也因此增多。而在松山火車站旁舊有校址空間有限，因此雙葉國民學校遷移至現在基隆路校址所在地。昭和20年（西元1945年），第二次世界大戰結束，日本戰敗後人員返國後空下的校舍，由新成立的興雅國民學校使用。

## 年表

### 台灣日治時期
大正4年4月，設置臺北城北尋常小學校錫口分教場
大正5年4月，改立錫口尋常高等小學校
大正7年4月，更名錫口尋常小學校」
大正10年4月，更名松山尋常小學校
昭和12年12月13日，松山小學校派5名劍道選手參加第一回臺北州少年劍道大會
昭和16年1月，更名「臺北市雙葉國民學校」
昭和20年，日本戰敗，人員撤離台灣，返回日本本土

### 中華民國時期
1946年2月，更名「臺北市松山區興雅國民學校」
1968年8月，更名「臺北市松山區興雅國民小學」
1990年3月，更名「臺北市信義區興雅國民小學」

## 歷任校長（中華民國之後）
1. 凌水源
2. 蘇松林
3. 吳州柏
4. 鄭金良
5. 林秋成
6. 林國舜
7. 吳雨泉
8. 宋豐雄
9. 周乃文
10. 陳寶山
11. 宋豐雄
12. 邱英平
13. 宮文卿
14. 蔡宗良

## 相關事件
- 2014年10月30日，有一名校外人士翻牆進入校園，挾持1名學童[3]，1名老師趕到現場後一度與該名校外人士發生拉扯[4]，所幸受害學生與老師送醫後並無大礙[5][6]。隔年5月29日因在北投發生國小女童遭割喉致死事件，因此藉此事件，本校與蘭雅國小在隔年9月23日試裝電子圍籬以強化國小校園安全[7][8]。

## 外部連結
- 台北市興雅國小網頁 （页面存档备份，存于）